# Mansonville (Québec)
Pour les articles homonymes, voir Mansonville.
Mansonville est un village de la municipalité de canton de Potton au Québec, Canada. 

## Toponymie
Le nom du village évoque Robert Manson, industriel d'origine écossaise qui exploite une scierie mue par l'énergie hydraulique de la rivière Missisquoi Nord.
En 2020, la population était composée de 302 habitants .

## Géographie
Le village de Mansonville est situé au centre du canton de Potton.

## Histoire
Des fouilles attestent de l'occupation régulière des abords de la rivière Missisquoi depuis 12 000 ans. La rivière Mississquoi constitue une voie privilégiée de transit entre les lacs Memphrémagog et Champlain pour des groupes de chasseurs abénaquis, portageant entre Vale Perkins et Mansonville par un passage appelé Indian Carrying Place (« lieu de portage des Indiens »).
L'ouverture des Cantons-de-l'Est à la colonisation en 1792 est à l'origine de l'établissement des premiers descendants européens. Josiah Elkins, originaire de Peacham au Vermont, fréquente la vallée de la rivière Mississquoi en 1796 pour commercer avec les autochtones. Devant l'appât du gain, la famille de son frère Moses décide de quitter le Vermont pour s'établir dans le canton de Potton. Ils sont rejoints en août 1797 par Abel Skinner.
Les terres des environs de l'actuel village de Mansonville sont concédées au colonel loyaliste Henry Ruiter, qui construit des moulins à farine et à scie. Ruiter revend ses terres à John Lewis et Joseph Chandler. Ce dernier construit un moulin à scie, qui contribue à la formation d'un village. En 1811, Robert Manson acquiert entre autres la propriété de Chandler et construit un moulin à farine.
Une communauté méthodiste est formée dès 1809, puis une communauté baptiste dépendante de celle de Troy (Vermont), en 1817.

## Prix et reconnaissances

### 2013
- Lauréat « Projet remarquable - Sauvegarde » pour la restauration de la grange ronde de Mansonville par le Groupe bénévole municipal de Potton – Prix Action patrimoine[6]